# Roy Rogers
Roy Rogers, født Leonard Franklin Slye (5. november 1911 – 6. juli 1998), var en amerikansk sanger og cowboy skuespiller, en af de mest massivt markedsført stjerner i sin æra. Han og hans kone Dale Evans, hans gyldne palomino, Trigger og hans tyske schæferhund Bullet, blev præsenteret i mere end 100 film og The Roy Rogers Show. Showet kørte på radio i ni år før flytning til tv fra 1951 til 1957. Rogers kælenavn var "King of the Cowboys".